# Philip Barry

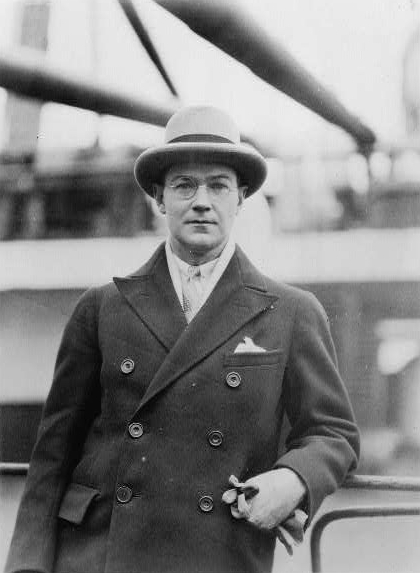
Philip Barry (1931)

Philip Barry (* 18. Juni 1896 in Rochester, New York; † 3. Dezember 1949 in New York City) war ein US-amerikanischer Dramatiker.

## Leben und Karriere
Barry studierte an der Yale University und besuchte auch Workshops in Harvard, in letzterem schrieb er sein erstes Stück A Punch for Judy. Ab den 1920er-Jahren war er regelmäßig als Autor am Broadway tätig, wo er schnell mit seiner ersten Produktion You and I (1923) bekannt wurde, allerdings in seiner wechselhaften Karriere auch einige Flops verzeichnen musste.
Obwohl Barry heute vor allem noch seine Komödien über gesellschaftliche Umgangsformen und Konflikte bekannt wurde, schrieb er auch ernste Dramen. Die meisten seiner Stücke spielten in der wohlhabenden Gesellschaft. Viele seiner Stücke wurden zwischen 1930 und 1950 für das Fernsehen adaptiert. Barrys bekanntestes Stück ist The Philadelphia Story, dessen gleichnamige Verfilmung mit Cary Grant und Katharine Hepburn sehr populär wurde. 1956 erschien mit Die oberen Zehntausend ein Remake mit Grace Kelly. Ebenfalls zweimal verfilmt wurde sein Stück Holiday, zuerst 1930 und später nochmals mit Katharine Hepburn und Cary Grant als Die Schwester der Braut. Viele berühmte Schauspielerinnen wie Hepburn, die auch mit Barry persönlich befreundet war, schätzten vor allem seine interessant geschriebenen Frauenrollen.
1930 wurde er zum Mitglied der American Academy of Arts and Letters gewählt. Er starb im Alter von 53 Jahren an einem Herzinfarkt. Brooks Atkinson widmete 1970 dem Werk von Barry eine kurze Nachbetrachtung in seinem Werk Broadway: Barry sei zwar kein Revolutionär, aber in vielen seiner Stücken ein Kritiker der materialistisch eingestellten amerikanischen Gesellschaft gewesen. Barry habe womöglich zur falschen Lebzeit als Autor gewirkt, da sein didaktischer und moralischer Schreibstil bei vielen seiner skeptischen Zeitgenossen nicht gut angekommen sei, schrieb Atkinson.

## Werke
- A Punch for Judy, 1921
- You and I, 1923
- The Youngest, 1924
- Paris Bound, 1927
- John, 1927
- Holiday, 1928
- Cock Robin, 1928
- Hotel universe, a play, 1930
- Tomorrow and Tomorrow, 1931
- Das Königreich der Tiger (The Animal Kingdom), 1932
- The Joyous Season, 1934
- Bright Star, 1935
- Spring Dance, 1936
- Here Come the Clowns, 1938
- The Philadelphia Story, 1939
- Liberty Jones, 1941
- Without Love, 1942
- Foolish Notion, 1945
- Second Threshold, 1951, vollendet durch Robert E. Sherwood

## Verfilmungen seiner Werke
- 1929: Paris Bound
- 1930: Holiday
- 1932: The Animal Kingdom
- 1938: Die Schwester der Braut (Holiday)
- 1940: Die Nacht vor der Hochzeit (The Philadelphia Story)
- 1945: Zu klug für die Liebe (Without Love)
- 1956: Die oberen Zehntausend (High Society)